# Lophoruza
Lophoruza é um gênero de traça pertencente à família Acontiinae.